# Ян Фітцке
Ян Юзеф Фітцке (пол. Jan Józef Fitzke, *20 січня 1909, с. Гдув Малопольського воєводства — †квітень 1940, Катинь) — польський історик, археолог, організатор музейної справи в місті Луцьк та на Волині.

## Біографія

Ян Фітцке (зліва) та Юліан Нєч на східцях вежі Луцького замку. 1935 рік.

Ян Юзеф Фітцке народився 20 січня 1909 року в с. Гдув Малопольського воєводства (Польща).
В 1929—1933 роках навчався в Ягеллонському університеті (Краків), вивчаючи давню історію.
З 1930 року Фітцке — член Польського Археологічного Товариства.
Після диплома проводив розкопки у Велюнському, Меховському та Лаському повітах.
У серпні 1936 року Ян Фітцке приїжджає працювати археологом у Волинський музей у Луцьку, а з початку 1937 року стає його головним хранителем (тепер Волинський краєзнавчий музей).
Протягом 1936—1939 років молодий археолог проводив регулярні розкопки на значній території Волинського воєводства. Найвідоміші дослідження і знахідки були зроблені в Луцьку (в районах Красне, Гнідава, Яровиця), де досліджувалися поселення культури лінійно-стрічкової кераміки; смт. Торчині — могильник стжижовської культури епохи бронзи; с. Піддубцях — розкопано кургани Х-ХІІ ст. з тілопокладеними похованнями із супровідним матеріалом (предмети побуту, прикраси, зброя), м. Любомлі — дослідження на давньоруському городищі Х-ХІІІ ст.; с. Боратині та с. Шепель — розкопано кургани епохи бронзи; у с. Дружкополі та с. Черську — кремаційні могильники лужицької культури; у с. Берестяни — давньоруські кургани. Фітцке здійснив також розвідки на поселеннях і городищах у місті Рожище, селах Кульчин, Жидичин, Коршів, Маркостав, Амбуків, Дерев'яне, Баїв, Буяни, Линів, Білосток, Несвіч.
Активну участь брав Ян Фітцке і в роботі Волинського відділу Польського краєзнавчого товариства, був причетний до організації музейної справи у Волинському воєводстві (опікувався колекціями музею князів Острозьких; збирав матеріали, пов'язані із перебуванням на Волині Ю. І. Крашевського; упорядкував нумізматичну колекцію Волинського музею (видав також каталог монет); сприяв створенню регіональних музеїв у Дубно та Крем'янці.
Важливе значення мала для молодого дослідника і робота у редакційному комітеті щомісячника «Земля Волинська» — органу Волинського відділу Польського краєзнавчого товариства, що був присвячений культурним та краєзнавчим проблематикам. Опублікував тут статті
- «Праісторичний Любомль»,
- «Над Случчю»,
- «Важливі відкриття у замку Любарта в Луцьку» та ін.

Роботу молодого і перспективного дослідника перервала друга світова війна. За день до її початку, як підпоручик запасу, Ян Фітцке був призваний до Польської армії. Разом із своєю частиною він відбуває до Нового Сончу, а потім до Бережан.
За кілька днів піхотна частина, у якій служив Ян Фітцке, потрапляє в полон до підрозділів Червоної Армії. Разом з тисячами інших польських офіцерів він опиняється в таборі для військовополонених у Козельську на Смоленщині, звідки написав до рідних у Краків в листопаді 1939 р. останнього листа. Наприкінці квітня 1940 року, під час ліквідації табору в Катинському лісі, Ян Фітцке був розстріляний органами НКВС (див. «Катинський розстріл»).
Тіло науковця знайшли в 1943 році. У кишені мундира Фітцке були документи, поштівки та записки на аркушах. Це дозволило ідентифікувати знавця музейної справи. 
Під номером 2482 прізвище історика зафіксовано в ексгумаційному списку. У документах, які передані владі Польщі радянським президентом Михайлом Горбачовим, дата смерті не вказана. За записами солдат, яких відвезли до Смоленська та згодом знайшли в Катинському лісі, визначили останнє місцеперебування Яна Фітцке.
Як зазначає відома дослідниця Анна Кульчицька-Лецеєвич:
|  | …діяльність Яна Фітцке була імпонуюча. Адже він зробив диплом лише в 1933 році, а в 1939 р. все закінчилося. |

Ян Фітцке увічнений на пам'ятній таблиці Ягеллонського університету в Кракові, на меморіальній дошці в Луцьку. Не завершені ним археологічні дослідження на теренах Волині були продовжені в радянські часи та за роки незалежності України: у Торчині — М. Пелещишиним, Берестянах — В. Гупало, Шеплі — М. Кучінком, у Луцьку — М. Кучінком, Г. Охріменком та О. Златогорським.

## Праці
Найважливіші публікації (волинський період):
- Археологічна спадщина Яна Фітцке / Упор. Г. Охріменко, О. Златогорський, Пер. з польської Г. Охріменко, В. Дмитрук, О. Златогорський. — Луцьк: Волинська обл. друкарня, 2005. — 488 с.
- Jan Fitzke. «Z Wołynia 1936—1939» pod red. Andrzeja Gaczoła i ks. Witolda Józefa Kowalowa, Biały Dunajec — Ostróg 2009 (Бібліотека «Волання з Волині» т. 63). (пол.)
- Badania w Gródku pow. Łuckim // Światowit. Warszawa, 1937. T.XVII; (пол.)
- Wczesnohistoryczne kurhany w Poddubcach w pow. Łuckim // Wiadomości archeologiczne. Warszawa, 1939. T.XVI; (пол.)
- Luboml przedhistoryczny // Ziemia Wołyńska. Łuck, 1938. № 8-9; (пол.)
- Cmentarzysko kultury ceramiki sznurowej w Torczynie, pow. Łuckim // Sprawozdanie Polskiej Akademii Umiejętności. — Kraków, 1938. — T.XLIII. (пол.)
- Stanowiska kultury ceramiki wstęgowej na Wołyniu: Odb.: Sprawozdania z Czynności i Posiedzeń Polskiej Akademii Umiejętności. Kraków. T. 43: 1938 nr 1. (пол.)
- Grób ciałopalny nr 86, z Zalewa II: Poznań : [s.n.], 1935 : Odb.: Przegląd Archeologiczny. 1935 t. 5 z. 1. (пол.)
- Poszukiwania archeologiczne na cmentarzysku łużyckiem w Małej Wsi w pow. wieluńskim (woj. łódzkie): Poznań : [s.n.], 1935 : Odb.: Przegląd Archeologiczny. T. 5 z. 1. (пол.)
- Poszukiwania archeologiczne w Pobiedniku w pow. miechowskim: Poznań : [s.n.], 1933 : Odb.: Przegląd Archeologiczny. T. 4 z. 3. (пол.)
- Trzy groby późnolateńskie odkryte na cmentarzysku łużyckiem w Okołowicach, powiat łaski, woj. łódzkie: Poznań : [s.n.], 1935 : Odb.: Przegląd Archeologiczny. T. 5 z. 1. (пол.)